# Оскар Трехо
Оскар Трехо (ісп. Óscar Trejo, нар. 26 квітня 1988, Сантьяго-дель-Естеро) — аргентинський футболіст, нападник іспанського клубу «Райо Вальєкано».

## Ігрова кар'єра
Народився 26 квітня 1988 року в аргентинському місті Сантьяго-дель-Естеро. Вихованець футбольної школи клубу «Бока Хуніорс».
У дорослому футболі дебютував 2007 року виступами в Іспанії виступами за команду «Мальорка», де не був стабільним гравцем основного складу, утім попри юний вік регулярно отримував ігрову практику на рівні Ла-Ліги. 
2009 року віддавався в оренду до друголігового «Ельче», після чого на аналогічних умовах грав на тому ж рівні за «Райо Вальєкано». Згодом у 2011–2013 роках провів два сезони за «Спортінг» (Хіхон).
Влітку 2013 року уклав контракт із представником французької Ліги 1 «Тулузою», де був основним гравцем атакувальної ланки протягом чотирьох сезонів.
2017 року повернувся до Іспанії, ставши гравцем друголігового на той час «Райо Вальєкано».